# ローマ教皇庁

教皇庁紋章

ローマ教皇庁（ローマきょうこうちょう、ラテン語: Curia Romana）は、使徒ペトロに由来するとされる使徒継承教会の首長としての地位の継承者として存続するカトリック教会の聖座（使徒座）の（統治）機関のこと（Can. 360 CIC 1983）。また、ローマ教皇の下に全世界のカトリック教会を統率する組織であり、国際法上の主権実体として外交使節の派遣や大使館の設置も行う（バチカン市国基本法第二条）。現在の所在地はローマのバチカンであり、バチカン市国という世界最小の主権国家の中に置かれている。
かつて教皇は世俗の領主のように自らの領地（教皇領）を持っており、事実上国家と同様に独立した行政権を領地内で行使していたが、19世紀末のイタリア統一運動の中で失っている。ラテラノ条約によって成立したバチカンは、聖座が支配する国際法上の主権国家であるが、かつての教皇領のような世俗的支配を行う領地ではなく、国民は教会関係者のみである。教皇庁はローマ司教である教皇の所在地に存在するものであるが、時の政情によってはローマから移動することもあった。13世紀にはヴィテルボ（ヴィテルボ教皇）、オルヴィエート（オルヴィエートと教皇）、ペルージャ（ペルージャ教皇）などイタリア北部を転々とし、14世紀のいわゆる「アヴィニョン捕囚」の時代には南フランスのアヴィニョンに遷座された（アヴィニョン教皇庁）。

## 日本語の呼称について
日本において教皇庁の呼び方として「教皇庁」と「法王庁」が混用されてきた。
日本のカトリック教会の中央団体であるカトリック中央協議会では、1981年のヨハネ・パウロ2世の来日時に、それまで混用されてきた「教皇」と「法王」の呼び方を統一しようと、世俗的な君主を思わせる「王」の字が入る「法王」でなく、「教皇」という呼び方への統一を定めた。教会や歴史関係では、それ以前にも「教皇」の方が多く用いられていたようである。
その後、カトリック中央協議会は、マスメディア等の一般に「教皇」の名称を使用するよう呼びかけてきた。カトリック中央協議会は、東京の大使館においても「法王庁」から「教皇庁」への名称の変更を行おうとしたが、日本政府から「日本における各国公館の名称変更はクーデターなどによる国名変更時など特別な場合以外認められない」との理由からほとんど即答に近い形で却下され、「ローマ法王庁大使館」の名称が残ったとしている。このため日本のカトリック教会が「教皇」という名称に統一している現在においても、マスメディアでは日本の外交界における公式名称である「ローマ法王庁」が用いられることが多いとしている。
2018年には、山内康一（立憲民主党衆議院議員）が衆議院予算委員会において「教皇」に変更するべきではないかと質問を行っている。これを受けて外務省はバチカンとローマ法王庁大使館に問い合わせを行ったが、いずれも変更を求めていないという回答を得ている。河野太郎外務大臣はグルジアからジョージアへ変更を行った事例のように、変更の要求があった場合にはしっかりと対応していくと答弁している。
2019年11月23日に教皇フランシスコが日本を訪問することを受け、政府は11月20日に「教皇」への呼称変更を発表した。以降は日本政府の記録については基本的に「教皇庁」の表記が用いられている。ただし駐日本国ローマ法王庁大使館ならびに駐日ローマ法王庁大使（教皇大使）については「ローマ法王庁」の名称を用いている。

### マスメディアの呼称
NHKでは、「ローマ法王」「法王」が慣用的に使われ、一般に定着しているとして原則的には「法王」の呼称を用いるとしていたが、日本のカトリック関係者を中心に「教皇」と呼ばれていること、2019年11月22日の教皇フランシスコの訪日にあわせて日本政府が「教皇」に呼称変更したことを踏まえ、「ローマ教皇」の呼称に変更した。また、読売新聞、朝日新聞、毎日新聞、産経新聞、日本経済新聞といった主要紙、共同通信、時事通信も「ローマ教皇」の呼称に表記を変更した。

## 組織概要
2023年7月現在の教皇庁組織は以下のような構成になっている。
- 国務省（英語版） - 教皇職のバックアップを行い、バチカンの諸組織を統合運営[注 1]。現在の国務省長官はピエトロ・パロリン枢機卿。
  - 総務局
  - 外務局
  - 外交官人事局
- 省（英語版） - 省庁というより会議としての意味合いが強い。長官は枢機卿が任命される[注 2]。
  - 福音宣教省 - 東方教会省所管地域以外の世界の福音化に関する業務を担う。所管地域の司教人事や教区に関する業務も司る。日本もここの管轄である。
    - 宣教事業
      - 信仰弘布事業
      - 使徒聖ペトロ事業
      - 児童宣教事業
      - 宣教者連合

  - 教理省（英語版） - 教会の教義についての業務。
    - 聖書委員会（英語版）
    - 国際神学委員会（英語版）
    - 未成年者保護委員会（英語版）

  - 支援援助省（英語版）
  - 東方教会省（英語版） - 東方典礼を行うカトリック教会を管轄。
  - 典礼秘跡省 - 典礼と秘跡に関する業務。
  - 列聖省（英語版） - 列聖調査の運営・実施。
  - 司教省（英語版） - 司教人事、教区に関する業務（福音宣教省の所管地域を除く）。
    - ラテン・アメリカ委員会（英語版）

  - 聖職者省（英語版） - 教区司祭、教会財産を管轄。
  - 奉献・使徒的生活会省（英語版） - 修道会や使徒的生活者に関する業務。
  - いのち・信徒・家庭省（英語版）
  - キリスト教一致推進省（英語版）
    - ユダヤ委員会（英語版）

  - 諸宗教対話省（英語版）
    - ムスリム委員会（英語版）

  - 文化教育省（英語版） - 司祭養成およびカトリック教育に関する業務。
  - 総合人間開発省（英語版）
  - 法制省（英語版）
  - 広報省（英語版） - 2015年に「広報事務局」（Secretariat for Communications）として設立された。バチカンの広報関連の組織を整理統合するために設置された部署で、バチカン放送やオッセルヴァトーレ・ロマーノなども集約されている。

- 法務機関
  - 内赦院（英語版）
  - 使徒座署名院最高裁判所（英語版）
  - ローマ控訴院

- 財務機関
  - 財務評議会
  - 財務事務局
  - 使徒座管財局（英語版）
  - 監査室
  - 機密保持委員会
  - 投資監査院

- 部局
  - 教皇公邸管理部（英語版）
  - 教皇儀典室
  - 教皇空位期間管理（英語版）

- 弁護士
  - 教皇庁弁護士名簿
  - 聖座弁護団

- 関連機関
  - 財務情報監視局（英語版）